# República Lemko-Rusyn
La República Popular Rutena de los Lemkos (en lemko: Ruska Narodna Respublika Lemkiv), a veces conocida como República Lemko o República Lemko-Rusyn, se fundó el 5 de diciembre de 1918 durante el período posterior a la Primera Guerra Mundial y la disolución del Imperio austrohúngaro. Estaba centrada en Florynka, una localidad en el sudeste de la actual Polonia. Siendo rusófila, su intención era la unificación con una Rusia democrática y se oponía a la unión con la República Popular de Ucrania Occidental. La unión con Rusia resultó imposible, así que la república trató entonces de unirse a la Rutenia subcarpática como provincia autónoma de Checoslovaquia. El entonces gobernador de la Rutenia subcarpática, Gregory Žatkovich, se opuso, sin embargo, a esta pretensión.
La república la lideraba Jaroslav Kacmarcyk, que ostentaba el cargo de presidente del Consejo Central Nacional. Liquidada por el Gobierno polaco en marzo de 1920, su eliminación formal se debió al Tratado de Saint Germain, que otorgó a Polonia la Galitzia al oeste del río San, y a la Paz de Riga de 1920.
Este Estado no debe confundirse con otra efímera república, la República de Komancza de la Lemkivshina Oriental. Este último era un Estado proucraniano más pequeño que existió entre noviembre de 1918 y el 23 de enero de 1919.
- Datos: Q2308885
- Multimedia: Lemko-Rusyn People's Republic / Q2308885